# Sayombhu Mukdeeprom
Sayombhu Mukdeeprom (Thai: สยมภู มุกดีพร้อม, * 1970) ist ein thailändischer Kameramann.

## Leben
Nach Abschluss seines Studiums an der Fakultät für Massenkommunikation der Universität Chulalongkorn studierte er in den 1980ern ein weiteres Jahr am Gerassimow-Institut für Kinematographie in Moskau.
Zurück in Thailand war er zunächst als Kameramann für Werbefilme tätig.
Von 2000 bis 2007 hat Sayombhu Mukdeeprom ausschließlich mit thailändischen Regisseuren zusammengearbeitet, darunter allein fünfmal mit Apichatpong Weerasethakul. Soj Cowboy (2008) war sein erster Film mit einem westlichen Regisseur, dem in Thailand lebenden Engländer Thomas Clay. Der Film hatte seine Premiere 2008 in Cannes und wurde anschließend auf mehreren Filmfestivals gezeigt. 2009 folgte Bitter/Sweet mit dem US-amerikanischen Regisseur Jeff Hare. Dieser Film gewann auf dem WorldFest Houston den Großen Preis als bester Film. Die meisten Spielfilme, an denen Sayombhu Mukdeeprom in der Folge als Kameramann (Director of photography ) beteiligt war, gewannen Filmpreise oder wurden für Preise nominiert. Für seinen Film Uncle Boonmee erinnert sich an seine früheren Leben wurde er 2010 auf dem Dubai International Film Festival mit dem Preis als Best Cinematographer ausgezeichnet. 2014 reiste er mit dem portugiesischen Regisseur Miguel Gomes zur Vorbereitung der mehrfach ausgezeichneten Filmtrilogie Arabian Nights ein Jahr durch Portugal.
Call Me by  Your Name, der im Januar 2017 auf dem Sundance Film Festival Premiere hatte und anschließend auf der Berlinale vorgestellt wurde, ist sein erster Film mit Luca Guadagnino als Regisseur. Für diesen Film wurde er 2018 für den Independent Spirit Award, den Broadcast Film Critics Association Award, den Houston Film Critics Society Award, dem Chlotrudis Award sowie 2017 für den Indiewire Critics’ Poll und den Washington DC Area Film Critics Association Award nominiert (Best cinematography). 2019 gewann er einen weiteren
Film Independent Spirit Award für Suspiria (Best cinematography). Für Dreizehn Leben erhielt er 2023 eine Nominierung für den San Diego Film Critics Society Award.
2018 wurde er in die Academy of Motion Picture Arts and Sciences berufen, die jährlich die Oscars vergibt.

## Filmografie
- 2000: Geheimnisvolles Objekt am Mittag (Regie: Apichatpong Weerasethakul)
- 2002: Sud Sanaeha (Regie: Apichatpong Weerasethakul)
- 2005: Cherm (Regie: Kongdej Jaturanrasamee)
- 2006: Sang Sattawat (Regie: Apichatpong Weerasethakul)
- 2007: Chaiya (Regie: Kongkiat Khomsiri)
- 2008: Soi Cowboy (Regie: Thomas Clay)
- 2009: Bitter/Sweet (Regie: Jeff Hare)
- 2009: A Letter to Uncle Boonmee (Regie: Apichatpong Weerasethakul, Kurzfilm)
- 2010: Uncle Boonmee erinnert sich an seine früheren Leben (Regie: Apichatpong Weerasethakul)
- 2015: Arabian Nights (1001 Nacht-Trilogie, Regie: Miguel Gomes)
- 2015: Antonia (Regie: Ferdinando Cito Filomarino)
- 2017: Call Me by Your Name (Regie: Luca Guadagnino)
- 2017: Closing In (Regie: Ferdinando Cito Filomarino, Kurzfilm)
- 2018: Suspiria (Regie: Luca Guadagnino)
- 2019: The Staggering Girl (Regie: Luca Guadagnino, Kurzfilm)
- 2021: Beckett (Regie: Ferdinando Cito Filomarino)
- 2021: Memoria (Regie: Apichatpong Weerasethakul)
- 2022: Dreizehn Leben (Thirteen Lives) (Regie: Ron Howard)
- 2022: Six Characters (Regie: M.L. Pundhevanop Dhewakul)
- 2023: Finalmente l’alba (Regie: Saverio Costanzo)
- 2023: Challengers – Rivalen (Regie: Luca Guadagnino)
- 2024: Grand Tour (Regie: Miguel Gomes)
- 2024: Trap: No Way Out (Trap) (Regie: M. Night Shyamalan)
- 2024: Queer (Regie: Luca Guadagnino)